# Église San Biagio de Montepulciano
Pour les articles homonymes, voir San Biagio.
L’église San Biagio (Chiesa di San Biagio ou, en raison de sa monumentalité, Tempio di San Biagio) est une église de culte catholique située à environ un kilomètre au sud-ouest sous les fortifications de la ville de Montepulciano, dans la province de Sienne, en Toscane, siège de la paroisse du même nom appartenant au diocèse de Montepulciano-Chiusi-Pienza.
L'église, œuvre d'Antonio da Sangallo le Vieux et exemple de l'architecture de la Renaissance toscane du XVIe siècle est l'un des édifices à plan centré les plus impressionnants de la Renaissance toscane. Elle se trouve dans un champ au bout d'une allée de cyprès et était une église de pèlerinage.

## Histoire
Le bâtiment, résumé des études à la Renaissance sur l'église à plan centré à croix grecque appliquées aux lieux de culte catholiques, a été construit par Antonio da Sangallo le Vieux, qui a pris pour modèle l'église Santa Maria delle Carceri de Prato, conçue une génération plus tôt par son frère Giuliano da Sangallo. Le même plan, tiré d’œuvres de Filippo Brunelleschi, a été utilisé initialement par Bramante et Michel-Ange pour la basilique Saint-Pierre et l’église Santa Maria della Consolazione de Todi, dont la paternité est incertaine.
Le bâtiment de style renaissance a été construit sur l'emplacement d'une église paléochrétienne dédiée à la Vierge Marie, puis, vers l'an 1000, après le transfert des droits du peuple à l'intérieur des murs du château, à San Biagio (Blaise de Sébaste). Au début du XVIe siècle, il ne reste que quelques ruines de l'église, un mur avec une fresque de la Vierge et l'Enfant avec saint François, œuvre siennoise du XIVe siècle, à laquelle des événements miraculeux ont été attribués en 1518,. L'écho de cette dévotion s'étend bien au-delà de la région du Val di Chiana : en 1519, par exemple, la municipalité de Sansepolcro, dans la Valtiberina, la Haute Vallée du Tibre, décide de participer aux frais de pèlerinages que les entreprises et les habitants de la ville prendront en charge pour continuer le pèlerinage à Notre-Dame de San Biagio, à laquelle de nombreuses communautés ont déjà envoyé des dons.
Les habitants de Montepulciano décident d'ériger une nouvelle église, en confiant la tâche à Antonio da Sangallo le Vieux. Son bâtiment imposant avec un plan central et le projet ambitieux sont soutenus par le pape Léon X, qui a été éduqué par Ange Politien, natif de la ville toscane.
La construction dura jusqu'en 1545 et les travaux sont dirigés, après la mort du concepteur, par d'autres surintendants. L'organisme qui construit l'église est l'Œuvre de San Biagio, aujourd'hui fusionné avec la fabbriceria delle Opere Ecclesiastiche Riunite di Montepulciano.

## Description

### Extérieur

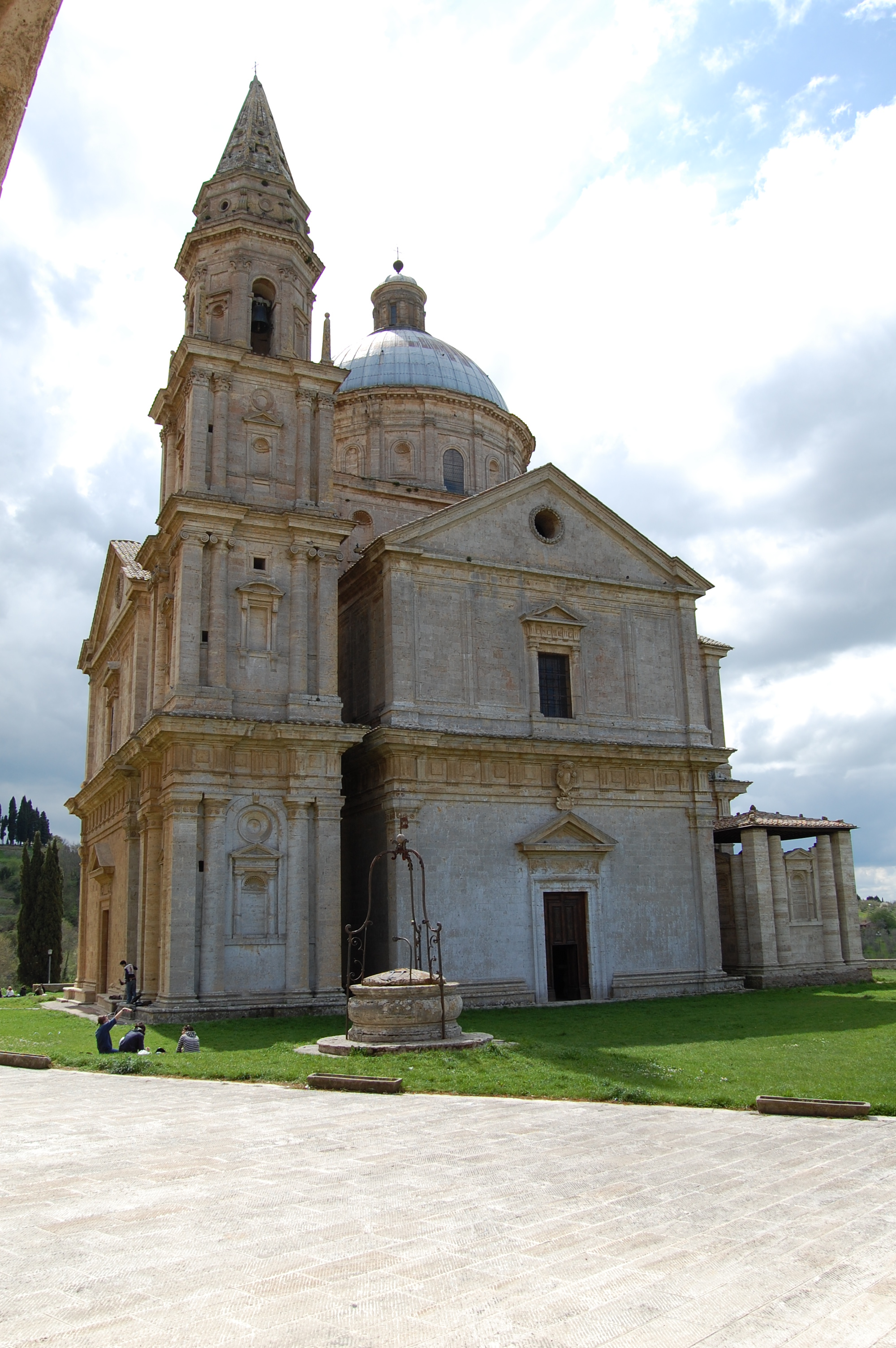
La façade et le clocher.

La façade principale, dont le schéma de composition se répète, avec quelques variations ornementales, sur les deux autres côtés, qui forment les murs terminaux du transept, est divisée en deux registres par un entablement marqué d'une frise ornée de triglyphes et de métopes, longeant le périmètre du bâtiment. Dans la partie inférieure se trouve le portail sur lequel est gravée l'année de sa fondation ; dans le supérieur, avec une fenêtre au centre, la surface est animée par cinq trumeaux rectangulaires. Sur le second registre se trouve le grand fronton triangulaire au centre duquel est percé un œil-de-bœuf.
De plus, les volumes lestés, habillés de travertin, sont articulés par des balayages eurythmies, tout comme les nombreux éléments ornementaux (pilastres, demi-colonnes, niches, tympans, corbeaux, oculi) qui constituent un véritable catalogue de l'esthétique Renaissance.
La façade principale est flanquée du côté gauche d'un campanile, à plusieurs registres, dense d’éléments plastiques et décoratifs, terminé par une flèche pyramidale ; la tour a la particularité d'être divisée en trois bandes, dont chacune est décorée de demi-colonnes et de piliers d'ordres architecturaux différents : depuis le bas, toscan, ionique et corinthien. Le projet prévoyait l'érection de deux clochers symétriques placés sur les côtés de la façade principale : parmi ceux-ci, seul celui du nord-est fut achevé en 1564 ; la construction de la tour nord-ouest, en revanche, s'est arrêtée à la base.
Au sud, l'abside semi-circulaire visible de l'extérieur constitue la sacristie. La structure elle-même est réduite à des formes géométriques simples - cuboïde, cylindre et hémisphère - avec des éléments structurels antiques. L'église est un bon exemple d'édifice centré de la Haute Renaissance.

### Intérieur

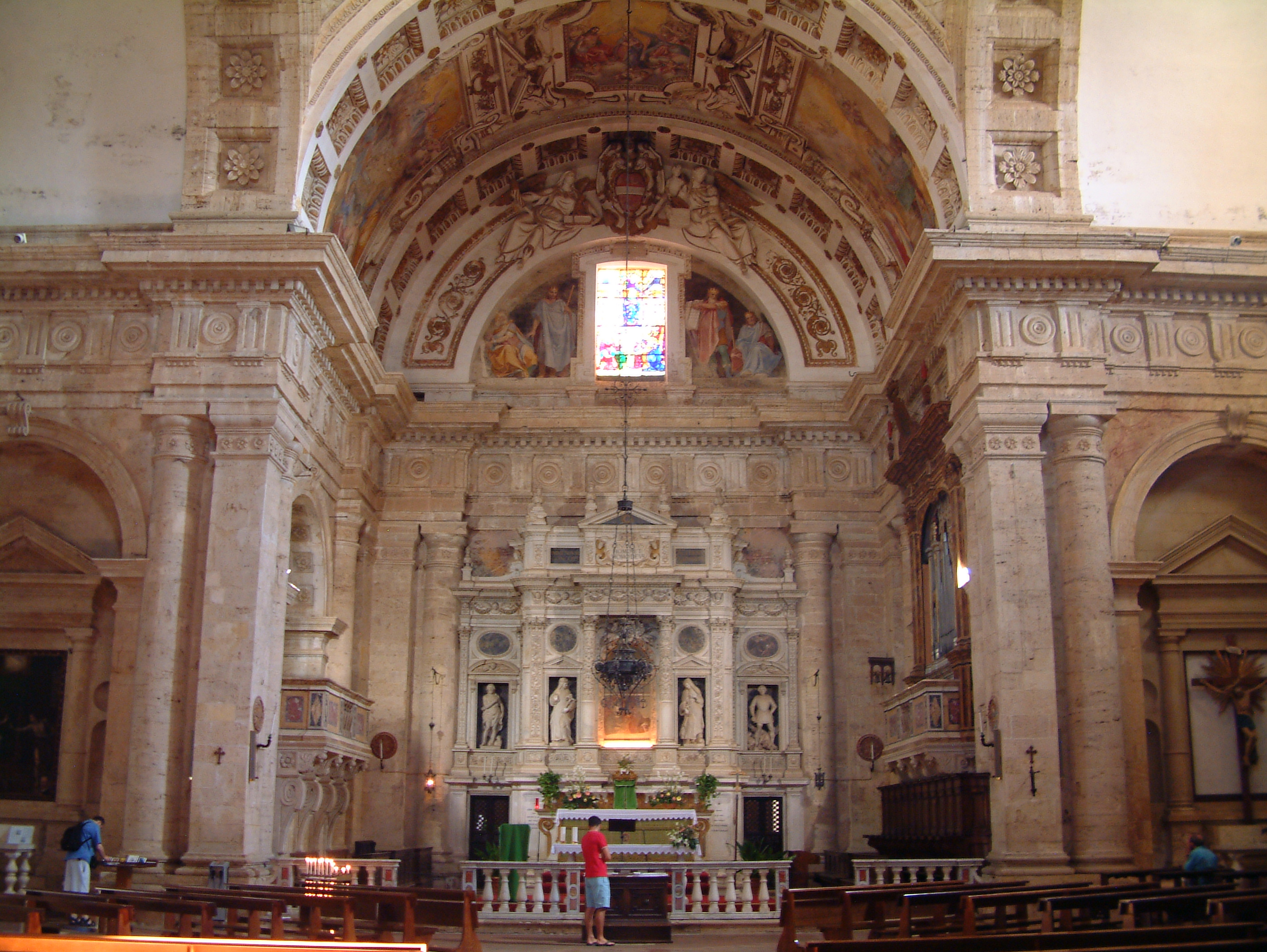
Intérieur vers le maître-autel.

La principale différence entre la vue extérieure et l'intérieur est la direction claire donnée à l'église par l'abside en saillie et la tour de la façade, tandis que l'intérieur apparaît comme un pur espace central. L'intérieur a un plan presque carré, qui n'est prolongé que par quatre courts bras transversaux. L'abside saillante de l'extérieur est « fermée » à l'intérieur, donnant l'impression d'un espace central unifié.
La structure de base de l'église en tant que bâtiment centré vient de Florence, mais le plan intérieur est nouveau pour l'époque, mais historiquement très ancien.
L'église de San Biagio a un plan en croix grecque, avec quatre bras rectangulaires symétriques qui se rejoignent dans la croisée du transept carrée, couverte par le dôme, de 13 mètres de diamètre, qui a été construit entre 1536 et 1544. Ce dernier a une section circulaire et repose sur quatre pendentifs. Il existe une forte différence de hauteur entre le tambour extérieur (mouvement de lésènes ioniques alternant avec des niches et des fenêtres) et le tambour intérieur (avec une fausse loggia formée par une série de hauts arcs en plein cintre), ce dernier étant à un niveau inférieur au premier. Le toit se compose d'un double dôme avec un espace étroit au centre et se termine au sommet avec la lanterne, également avec des ouvertures. La coupole est aujourd'hui revêtue de plaques en plomb mais était à l'origine couverte d'écailles en terre cuite multicolores émaillées. Quelques éléments des écailles sont à présent conservés au musée municipal et dans l'église elle-même. Le dôme est structuré de la même manière à l'intérieur qu'à l'extérieur, autre indication de la relation de l'architecture de l'église aux formes décoratives de l'architecture ancienne classique.
Les murs ne sont divisés que par des pilastres plats. Ce type de structure et la position libre de l'église de tous côtés correspondaient à l'idéal pour un bâtiment d'église à cette époque, qui ne pouvait généralement être réalisé que dans des bâtiments plus petits dans les villes.
Chacun des quatre bras de l'église est couvert d'une voûte en berceau partiellement caissonnée et éclairée par une ouverture rectangulaire qui s'ouvre dans le mur du fond. Des niches en plein cintre, à l'intérieur desquelles se trouvent des autels latéraux en marbre, sont disposées dans les murs latéraux de la nef et du transept.
Le côté opposé à l’entrée se termine par une abside semi-circulaire, près du mur du fond de laquelle se trouve le maître-autel, caractérisé par le riche dossal (retrotabula) en marbre, œuvre de Giannozzo et Lisandro di Pietro Albertini qui l'ont construit en 1584. Au centre, entre deux colonnes corinthiennes, se trouve la fresque du XVIe siècle, considérée comme miraculeuse, représentant la Vierge en majesté et l'Enfant, dite Madonna di San Biagio ; sur les côtés sont disposées quatre niches, dont chacune contient une statue en marbre d'Ottaviano Lazzeri ; les sculptures, datant de 1617, représentent (de gauche à droite) Saint Jean-Baptiste, Sainte Catherine de Sienne, Sainte Agnès et Saint Georges.

### Orgue
L'orgue, construit par Alamanno Contucci en 1781, est installé sur la tribune à droite du chœur.
L'instrument, à transmission entièrement mécanique, est inséré à l'intérieur d'une caisse en bois avec une façade qui est minutieusement peinte dans un aspect de marbre et décorée de sculptures. Il est composé de tuyaux principaux disposés en pinacles simples en trois champs (dans les latéraux à deux niveaux). La console de 16 jeux d'orgue dispose d'un seul clavier de 47 notes avec une octave courte (division Bass/Sopranos à E 3 / F 3 ) et d'un pédalier avec un pupitre de 8 notes (la neuvième pédale active le tympan à deux tuyaux ouverts de 4'), avec registre de contrebasse 16' + 8 ' constamment couplée au manuel. Une neuvième touche de pédale est reliée à deux tuyaux d'orgue qui font retentir le registre d'effet Timpano. Les registres sont actionnés par des manettes à défilement latéral placées sur deux rangées horizontales à droite du clavier.

## Autres vues

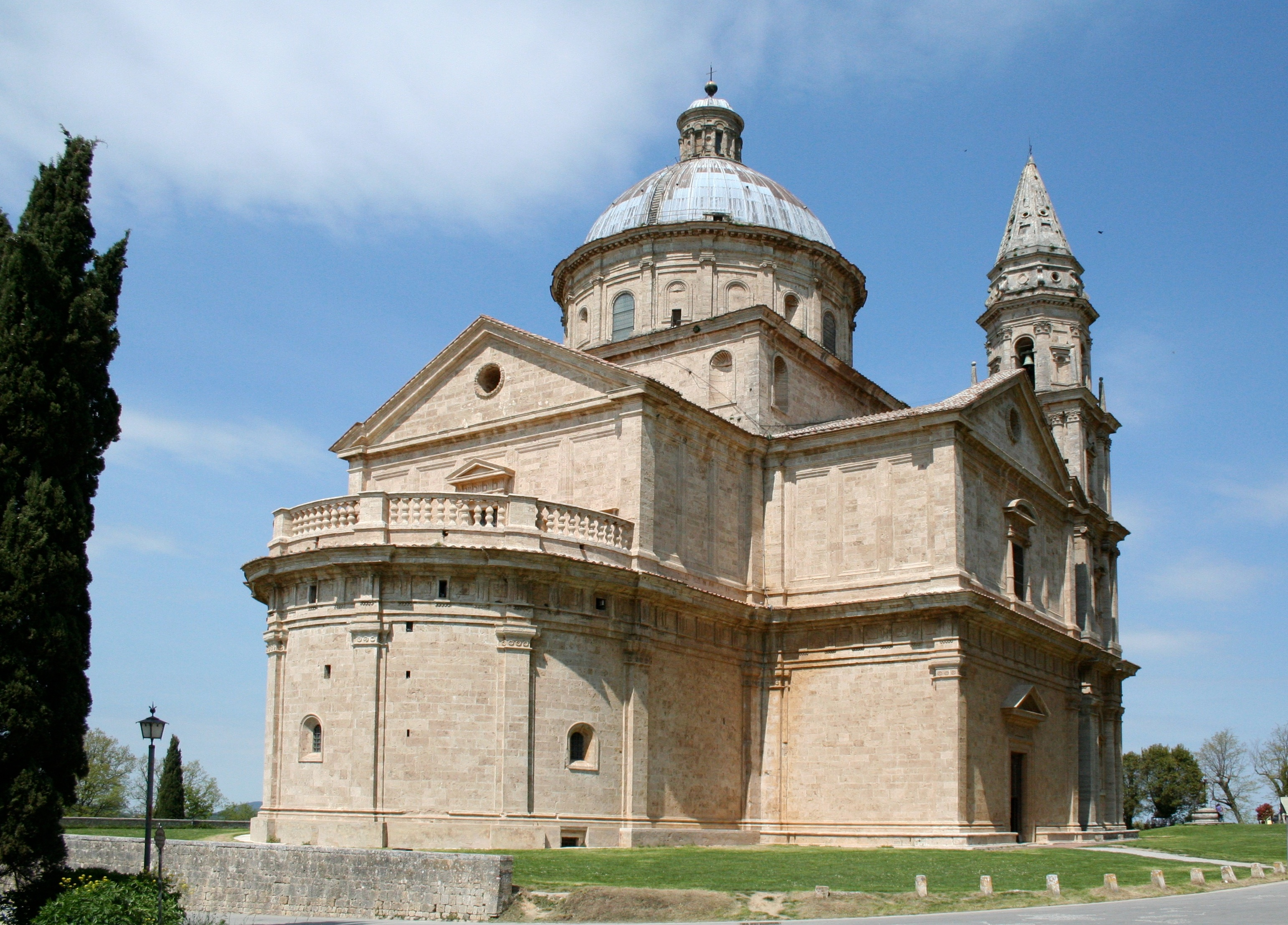
Abside
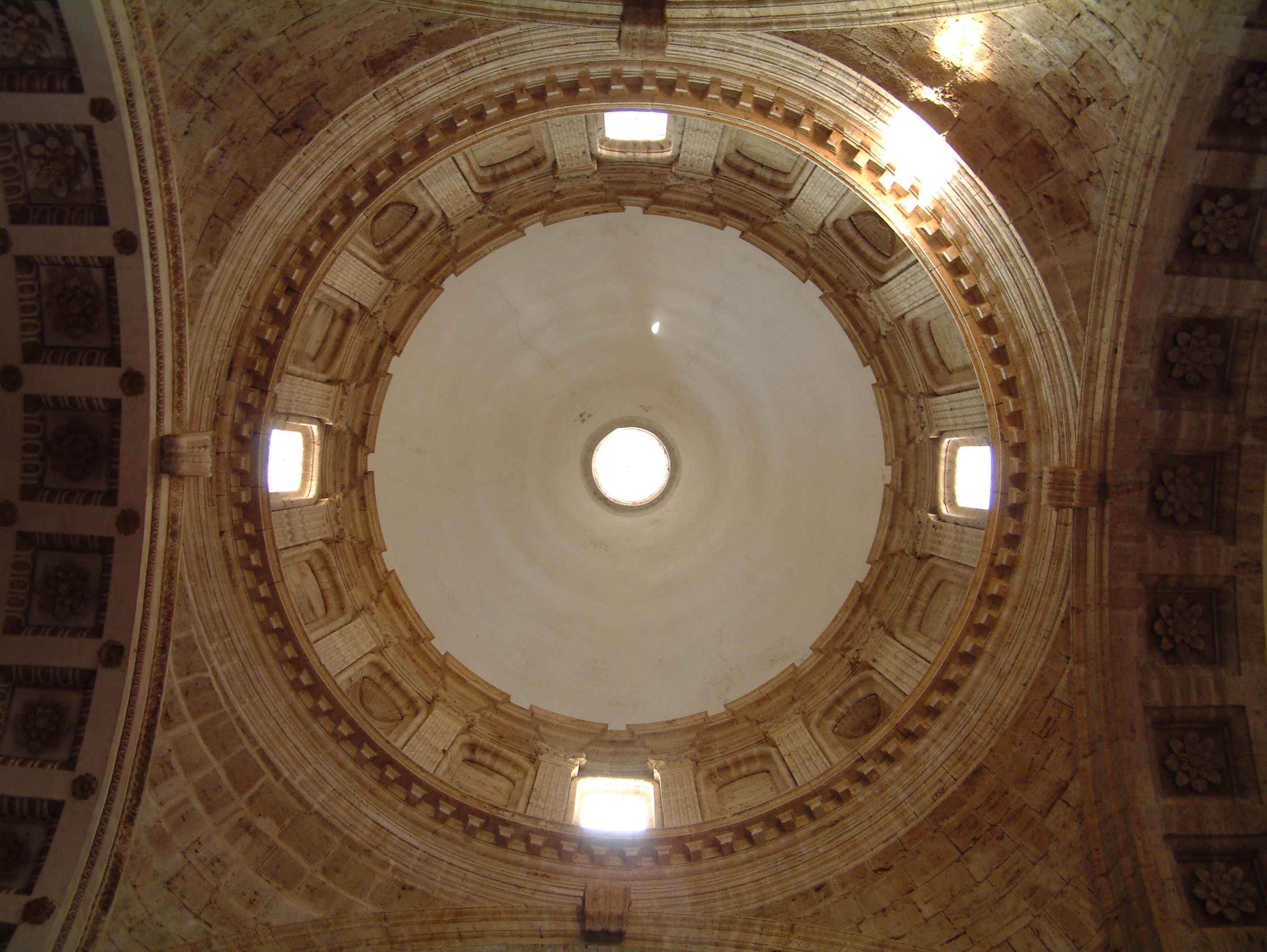
Coupole
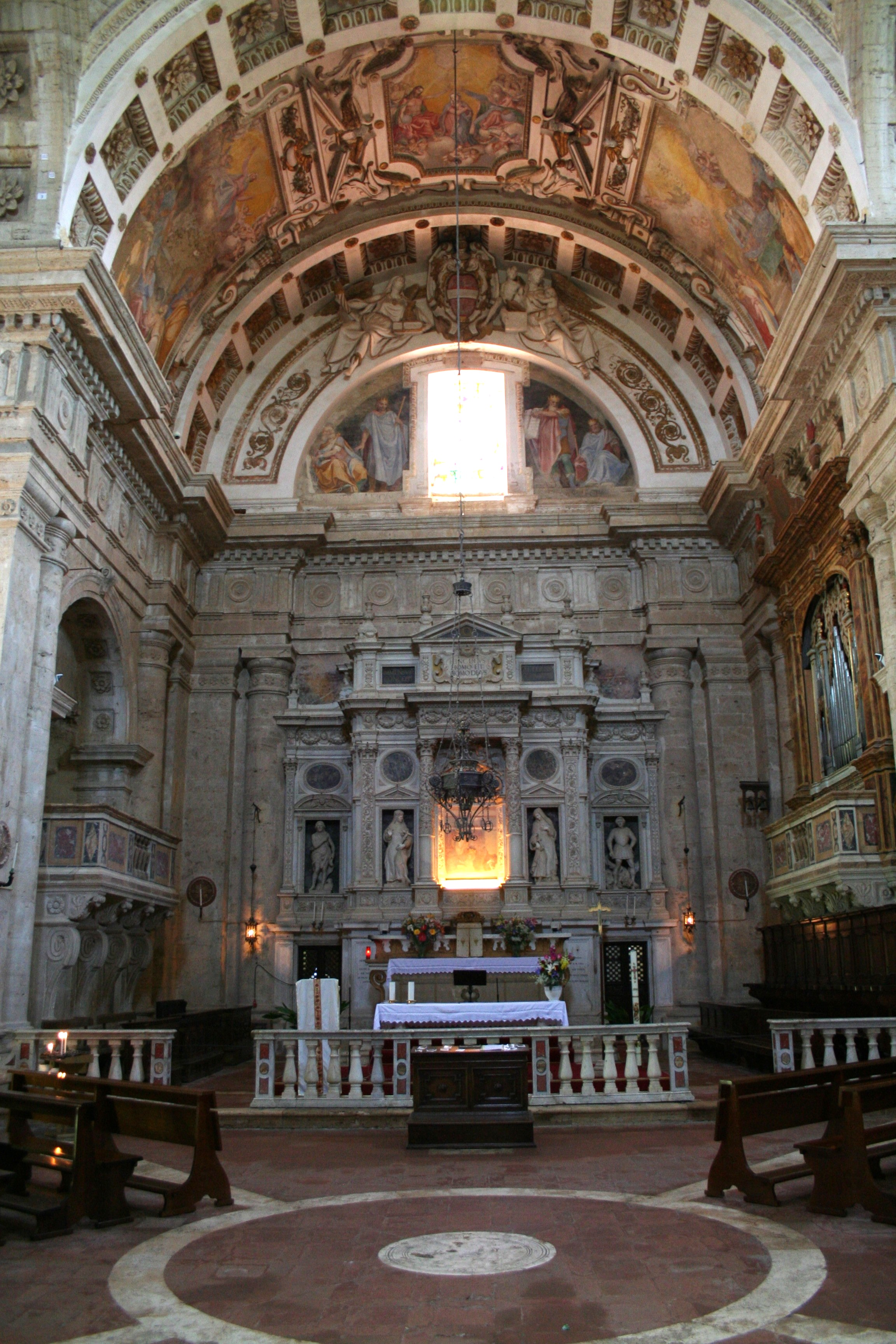
Intérieur
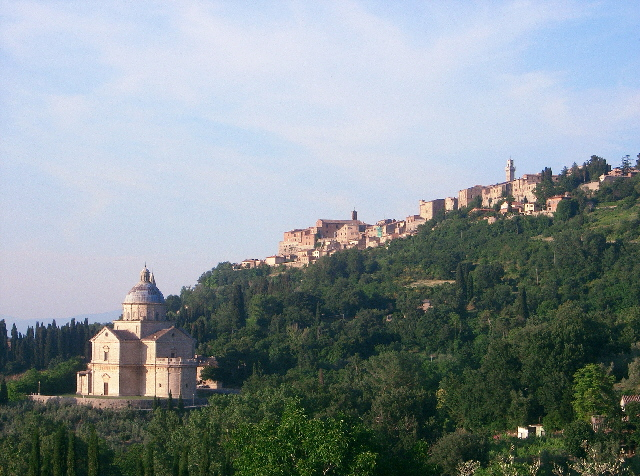
San Biagio et Montepulciano
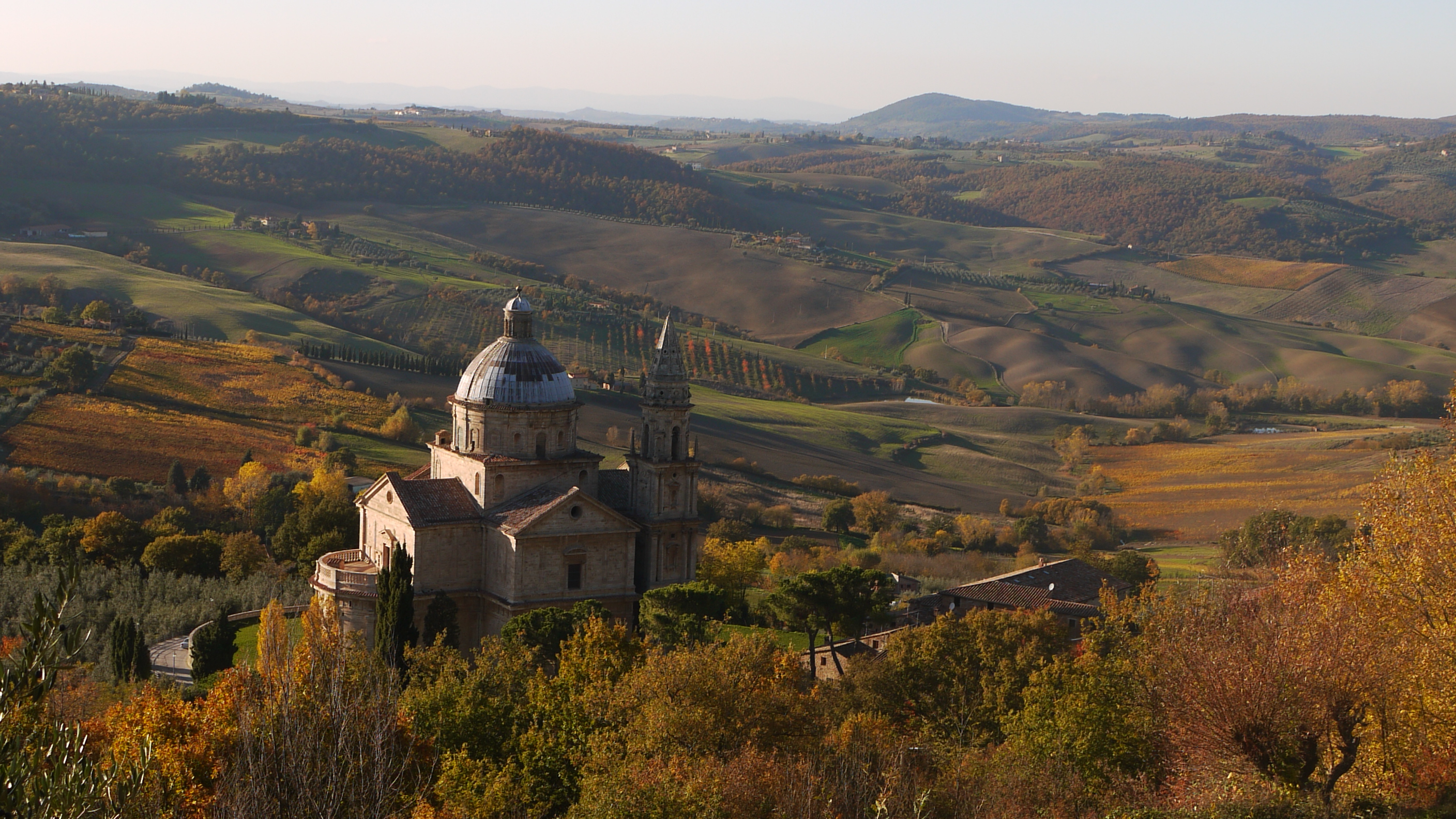
Vue depuis Montepulciano